# Paymaster General
Der Paymaster General (deutsch Generalzahlmeister) nimmt ein Amt mit Ministerrang in der britischen Regierung wahr.

## Aufgaben und Geschichte
Er ist verantwortlich für das Amt des Generalzahlmeisters (Office of HM Paymaster General (OPG)), das die Vollmacht über die Konten der Regierung und anderer wichtiger öffentlicher Körperschaften bei der Bank of England innehat. Der Konsolidierungsfonds der Regierung wird von ihm aufgeteilt auf die Konten der einzelnen Ministerien und Körperschaften. Das Amt des Generalzahlmeisters betreibt daneben einige weitere Konten- und Transaktionsdienste der Regierung, wie zum Beispiel den Scheck- und Kreditverkehr sowie andere Verfahren wie das Bankers' Automated Clearing Services (BACS) und Clearing House Automated Payment System (CHAPS) im elektronischen Verarbeitungssystem.
Wenn das Amt des Paymaster General von einem Minister im Schatzamt ausgeübt wird, nimmt dieser innerhalb des Schatzamts nach dem Schatzkanzler und dem Chefsekretär des Schatzamtes den dritten Rang ein. Nachrangig sind der Finanz-, Wirtschafts-, Schatz- und Handelssekretär des Schatzamtes.
Das Amt wurde 1836 eingerichtet nach dem Zusammenschluss des Zahlmeisters der British Army, dem Schatzmeister der Royal Navy, dem Zahl- und Schatzmeister des Royal Hospital Chelsea sowie dem Schatzmeister des Nachschubwesens. Zwischen 1848 und 1868 war das Amt mit dem des Vizepräsidenten des Board of Trade verbunden.
Der Paymaster General mit der längsten Amtszeit war Dawn Primarolo von 1999 bis 2007. Paymaster General ist seit dem 8. Juli 2024 Nick Thomas-Symonds (Labour).
Das Office of HM Paymaster General wurde im April 2008 Teil des neugegründeten Government Banking Service, der wiederum zum HM Revenue & Customs (HMRC) gehört.

## Liste der bisherigen Paymasters General
- Sir Henry Parnell, 4. Baronet 1836–1841
- Edward Stanley 1841
- Sir Edward Knatchbull, 9. Baronet 1841–1845
- Hon. Bingham Baring 1845–1846
- Thomas Macaulay 1846–1848
- Granville Leveson-Gower, 2. Earl Granville 1848–1852
- Edward Stanley, 2. Baron Stanley of Alderley 1852
- Charles Abbot, 2. Baron Colchester 1852
- Edward Stanley, 2. Baron Stanley of Alderley 1853–1855
- Edward Pleydell-Bouverie 1855
- Robert Lowe 1855–1858
- Richard Hely-Hutchinson, 4. Earl of Donoughmore 1858–1859
- Algernon Percy, Lord Lovaine 1859
- James Wilson 1859
- Hon. William Cowper 1859–1860
- Sir William Hutt 1860–1865
- George Goschen 1865–1866
- William Monsell 1866
- Sir Stephen Cave 1866–1868
- Frederick Hamilton-Temple-Blackwood, 1. Earl of Dufferin 1868–1872
- Hugh Childers 1872–1873
- William Patrick Adam 1873–1874
- Sir Stephen Cave 1874–1880
- Hon. David Plunket 1880
- George Glyn, 2. Baron Wolverton 1880–1885
- Frederick Lygon, 6. Earl Beauchamp 1885–1886
- Thomas Hovell-Thurlow-Cumming-Bruce, 5. Baron Thurlow 1886
- Frederick Lygon, 6. Earl Beauchamp 1886–1887
- Adelbert Brownlow-Cust, 3. Earl Brownlow 1887–1889
- Victor Child-Villiers, 7. Earl of Jersey 1889–1890
- Robert Windsor-Clive, 14. Baron Windsor 1890–1892
- Charles Seale-Hayne 1892–1895
- John Hope, 7. Earl of Hopetoun 1895–1899
- Charles Spencer-Churchill, 9. Duke of Marlborough 1899–1902
- Savile Crossley, 1. Baron Somerleyton 1902–1905
- Richard Causton, 1. Baron Southwark 1905–1910
- Ivor Guest, 2. Baron Ashby St. Ledgers 1910–1912
- Edward Strachey, 1. Baron Strachie 1912–1915
- Thomas Legh, 2. Baron Newton 1915–1916
- Arthur Henderson 1916
- Sir Joseph Compton-Rickett 1916–1919
- Sir John Tudor Walters 1919–1922
- Amt nicht besetzt 1922–1923
- Neville Chamberlain 1923
- Sir William Joynson-Hicks 1923
- Archibald Boyd-Carpenter 1923–1924
- Harry Gosling 1924
- Amt nicht besetzt 1924–1925
- George Sutherland-Leveson-Gower, 5. Duke of Sutherland 1925–1928
- Richard Onslow, 5. Earl of Onslow 1928–1929
- Sydney Arnold, 1. Baron Arnold 1929–1931
- Sir John Tudor Walters 1931
- Ernest Lamb, 1. Baron Rochester 1931–1935
- Robert Hutchison, 1. Baron Hutchison of Montrose 1935–1938
- Geoffrey FitzClarence, 5. Earl of Munster 1938–1939
- Edward Turnour, 6. Earl Winterton 1939
- Amt nicht besetzt 1939–1940
- Robert Gascoyne-Cecil, Viscount Cranborne 1940
- Amt nicht besetzt 1940–1941
- Maurice Hankey, 1. Baron Hankey 1941–1942
- Sir William Jowitt 1942
- Frederick Lindemann, 1. Baron Cherwell 1942–1945
- Amt nicht besetzt 1945–1946
- Arthur Greenwood 1946–1947
- Hilary Marquand 1947–1948
- Christopher Addison, 1. Viscount Addison 1948–1949
- Gordon Macdonald, 1. Baron Macdonald of Gwaenysgor 1949–1951
- Frederick Lindemann, 1. Baron Cherwell 1951–1953
- George Douglas-Hamilton, 10. Earl of Selkirk 1953–1955
- Amt nicht besetzt 1955–1956
- Sir Walter Monckton 1956–1957
- Reginald Maudling 1957–1959
- Percy Mills, 1. Baron Mills 1959–1961
- Henry Brooke 1961–1962
- John Boyd-Carpenter 1962–1964
- George Wigg 1964–1967
- Amt nicht besetzt 1967–1968
- Edward Shackleton, Baron Shackleton 1968
- Judith Hart 1968–1969
- Harold Lever 1969–1970
- David McAdam Eccles, 1. Viscount Eccles 1970–1973
- Maurice Macmillan 1973–1974
- Edmund Dell 1974–1976
- Shirley Williams 1976–1979
- Angus Maude 1979–1981
- Francis Pym 1981
- Cecil Parkinson 1981–1983
- Amt nicht besetzt 1983–1984
- John Gummer 1984–1985
- Kenneth Clarke 1985–1987
- Peter Brooke 1987–1989
- Malcolm Sinclair, 20. Earl of Caithness 1989–1990
- Richard Ryder 1990
- John Ganzoni, 2. Baron Belstead 1990–1992
- Sir John Cope 1992–1994
- David Heathcoat-Amory 1994–1996
- David Willetts 1996
- Michael Bates 1996–1997
- Geoffrey Robinson 1997–1998
- Dawn Primarolo 1999–2007
- Tessa Jowell 2007–2010
- Francis Maude 2010–2015
- Matt Hancock 2015–2016
- Ben Gummer 2016–2017
- Mel Stride 2017–2019
- Jesse Norman 2019
- Oliver Dowden 2019–2020
- Penny Mordaunt 2020–2021
- Michael Ellis 2021–2022
- Edward Argar 2022
- Chris Philp 2022
- Jeremy Quin 2022–2023
- John Glen 2023–2024
- Nick Thomas-Symonds seit 2024